# Cantó d'Ais de Provença Centre
El cantó d'Ais de Provença Centre és un cantó francès del departament de les Boques del Roine, situat al districte d'Ais de Provença. Compta amb part del municipi d'Ais de Provença.

## Municipis
Comprèn els barris d'Ais de Provença:
- Centre-ville: quartier Mazarin, Villeneuve, Tanneurs, Ville comtale et Bourg Saint-Sauveur, Ville des Tours
- Sextius-Mirabeau
- Montperrin
- Encagnane
- Val de l'Arc
- Pont de Béraud
- Tour d'Aygosi
- Val Saint-André
- Corsy
- Beisson
- Saint-Eutrope

| Data d'elecció                           | Identitat          | Partit                    | Qualitat |
| ---------------------------------------- | ------------------ | ------------------------- | -------- |
| 1982-1988                                | Charles de Peretti | RPR                       |          |
| 1988-1994                                | Marc Egloff        | MRG, després radical      |          |
| 1994-                                    | Bruno Genzana      | UDF, DL, UMP i després NC |          |
| les dades anteriors no són pas conegudes |                    |                           |          |